# جاكسون براون الإبن
جاكسون براون الابن (بالإنجليزية: H. Jackson Brown, Jr.)‏ هو كاتب أمريكي مشهور بكتابه كتيب إرشادات الحياة الذي كان أفضل الكتب مبيعا في صحيفة نيو يورك تايمز(1991-1994).

## سيرة ذاتية
ولد في 1940 في مدينة تينيسي قبل أن يصبح كاتبا كان يعمل مديرا فنيا لدى وكالة إعلانات في مدينة ناشفيل.
نشر جاكسون لأول مرة كتاب كتيب حكم أب والذي لحقه سريعا كتاب ملحوظة: أنا أحبك، يحتوي الكتابان على مجموعة من الأقوال والملاحظات من أبيه وأمه.
و ترجمت كتبه لخمس وثلاثين لغة.
ماجاء في كتابه
1- ابتعد عن التدخين
2- اختر زوجتك بعناية لأنها مسئولة عن 90٪ من سعادتك أوتعاستك.
3- لا تشتري الأدوات الرخيصة
4- تقبل أطفالك كما هم وليس كما تريدهم أنت
5- لا تضيع الوقت في الرد على منتقديك
6- لا تثق في أي سياسي
7- لا تترك عملك قبل ان تؤمن غيره
8- عندما تستعير سيارة صديق املأ الوقود قبل إعادتها
9- لا تدع الهاتف يقطع اللحظات الجميله من حياتك إنما وجد لراحتك لا لراحة المتصل
10-لا تدفع لأحد اجره قبل ان يتم عمله
11- لا تناقش أمورك المادية مع من يملك أكثر بكثير عنك أو اقل بكثير عنك
12-احذر قبل اقراضك المال لأصدقائك فقد تخسر الاثنين
13-لا تسأل عن قيمة الراتب الشهري لمحدثك
14-عندما تريد شراء منزل تذكر 3 أشياء هامة: الموقع الموقع الموقع
15- عندما تجد الوظيفة الملائمة لطموحك وأحلامك اقبل بها مهما كان الراتب فإن قمت بما يجب يأتي الراتب الذي تريد لاحقاً
16-لا تثق بذاكرتك، اكتب كل شئ على الورق
17- ليكن عقابك ملائماً للفعل الذي اقترفه أطفالك
18- لا تقرض المال إلا لمن تثق انه سوف يعيده دون أن تطالبه به
19-الجميع يحب المدح فلا تبخل به على احد
20- تذكر ان السعر المناسب ليس ماهو مكتوب على السلعة بل ما هو مناسب لميزانيتك
21- لا تتغاضى عن أي سلوك خاطئ من أطفالك فهم مسئوليتك
22- في الخلافات، تذكر ما ان تفقد أخلاقك في التحدث والنقاش فقد فقدت حقوقك
23- انشر علمك، وعلم الناس من حولك.. فهذه الطريقة الوحيدة للخلود
24- لا تفصح عن معلوماتك الشخصية والمالية إلا إذا كان من الضروري القيام بذلك
25- عندما تسمع مدحاً لصديق تعرفه، أخبره بذلك
26- لا تتأخر في نومك ان كنت تحرص على يومك
27- لكي تحرج شخصاً أساء لك قم بعمل جيد مع أطفاله
28- تزوج مِن مَن هو في مستواك الاقتصادي والاجتماعي أو اقل بقليل
29- إذا استعرت شيء أكثر من مرتين فقم بشرائه
30- قف عندما يدخل شخصا أكبر منك الغرفة التي أنت فيها
31- عندما يصمت الجميع خجلاً قم وعبر عن رأيك
32- امشي يومياً نصف ساعه
33- لتكن ساعتك مبكرة خمس دقائق عن الوقت الحقيقي
34-كن طبيعياً وابتعد عن التصنع
35- دع عنك النقاش في تفاهة الأمور
36- اترك أثراً طيباً أينما حللت

## وصلات خارجية
- H. Jackson Brown, Jr. Biography نسخة محفوظة 27 مارس 2022 على موقع واي باك مشين. Official website of H. Jackson Brown, Jr.
- 21 Suggestions for Success Popular collection of life advice from H. Jackson Brown, Jr.
- H. Jackson Brown, Jr. Quotes